# WoO
WoO è un acronimo derivante dalla frase del catalogo musicale tedesco Werke ohne Opuszahl (in italiano: "Composizioni senza numero di opus"). Esso indica principalmente il Catalogo Kinsky/Halm, iniziato dal musicologo tedesco Georg Kinsky e completato e pubblicato, dopo la sua morte, dal collega Hans Halm nel 1955.
Esso è il catalogo principale delle opere di Ludwig van Beethoven che non vennero originariamente pubblicate con il loro numero di opus o che sono giunte solo come frammenti.

## Altri utilizzi dell'acronimo
L'abbreviazione WoO è talvolta usata anche per riferirsi a composizioni senza numero di opus di altri autori.